# Краткие ответы на важные вопросы
Краткие ответы на важные вопросы (англ. Brief Answers to the Big Questions) ― последняя научно-популярная книга британского физика-космолога Стивена Хокинга. До завершения работы над книгой Хокинг не дожил, ее закончили и опубликовали друзья и коллеги ученого
Одно предисловие к «Кратким ответам» написал актер Эдди Редмэйн, сыгравший Стивена Хокинга в биографической драме «Теория всего». Другую – близкий друг Хокинга Кип Торн, лауреат Нобелевской премии по физике за 2017 год. Послесловие написала дочь ученого Люси Хокинг.
Английское издание вышло в октябре 2018 года в издательстве Hodder & Stoughton (переплет) и Bantam Books (обложка). В этой книге Хокинг в популярной форме предлагает ответы на фундаментальные экзистенциальные и научные вопросы.

## Содержание
В книге рассматриваются четыре основные темы: Почему мы здесь? Выживем ли мы? Спасут ли нас технологии или уничтожат? Как мы можем процветать? в десяти главах, по одной на каждый конкретный вопрос.
Хокинг пишет в своей  книге, что образование и наука «сейчас находятся в опасности больше, чем когда-либо прежде» и призвал молодых людей «смотреть вверх на звезды, а не себе под ноги... Попытайтесь осмыслить то, что вы видите, и задавайтесь вопросом, что заставляет Вселенную существовать... Важно, чтобы вы не сдавались. Дайте волю своему воображению. Создайте будущее».

### Название глав
- Бог существует?
- Как все началось?
- Существует ли во Вселенной другая разумная жизнь?
- Можно ли предсказать будущее?
- Что внутри черных дыр?
- Возможны ли путешествия во времени?
- Сохранится ли жизнь на Земле?
- Зачем нам осваивать космос?
- Превзойдет ли человека искусственный интеллект?
- Как создать будущее?

## Отзывы
Физик Марсело Глейзер в интервью для National Public Radio сказал:

Колонизация других планет и развитие искусственного интеллекта - он излагает свою стратегию, чтобы спасти нас от самих себя ... Только наука, утверждает Хокинг, может спасти нас от наших ошибок ... Хокинг считает, что эволюционная миссия человечества - распространяться через Галактику, как своего рода космический садовник, попутно сеющий жизнь. Он считает ... что мы будем развивать позитивные отношения с интеллектуальными машинами и что вместе мы изменим текущую судьбу мира и нашего вида— 
.
Джон Кристиан в издании «Science Alert», отмечает, что Хокинг в своей книге делает несколько предсказаний, включая предсказания о редактировании генов, искусственном интеллекте и религии, с которыми некоторые эксперты могут не полностью согласиться.
Рецензент Заян Гедим пишет:

«Эта книга не является кульминацией всех работ великого ученого и не содержит особо новых открытий. Однако она показывает нам важность нашего будущего. , «Большие вопросы» и растущая необходимость заботиться о нашей планете»— 
.

## Издание в России
Книга была переведена на русский язык и вышла в свет в издательстве «Бомбора» в 2021 году. ISBN 978-5-04-099443-4.